# فرودگاه پوکموچ
فرودگاه پوکموچ (به انگلیسی: Pokemouche Airport) یک فرودگاه همگانی است که یک باند فرود آسفالت دارد و طول باند آن ۹۱۴ متر است. این فرودگاه در کشور کانادا قرار دارد و در ارتفاع ۲۱ متری از سطح دریا واقع شده است.